# Мультіно В'ячеслав Костянтинович
 В'ячеслав Костянтинович Мультіно (Мультенко; 12 травня 1899, Санкт-Петербург - 15 вересня 1978, Архангельськ) — російський радянський тенісист, тенісний і хокейний тренер. У тенісі - майстер спорту СРСР (1936), неодноразовий чемпіон СРСР з тенісу в чоловічому і змішаному парному розряді, абсолютний чемпіон РРФСР 1948 року, багаторазовий чемпіон Ленінграда. Тренер Володимира Кизеветтера і Ірини Яріциної, з 2009 року - член Залу російської тенісної слави. У хокеї з м'ячем - один з організаторів, багаторічний начальник і тренер клубу «Водник» (Архангельськ). Репресований в 1938, реабілітований в 1956 році.

## Біографія
В'ячеслав Мультіно народився в Санкт-Петербурзі в заможній родині  в 1899 році. Уже в 1916 році завоював свій перший тенісний титул, вигравши в одиночному і парному розряді чемпіонат Липецька, де він тимчасово перебував, мабуть, в якості льотчика аеропланових майстерень .
Після революції Мультіно воював на боці червоних в ході громадянської війни. Він був членом екіпажу красвоєнльота Олександра Слепяна, який займався повітряною розвідкою . Як згадував Мультіно через 60 років, разом вони збили в боях на півночі три літаки противника. У ці ж роки брат В'ячеслава, Володимир, воював на боці фронту, спочатку у Денікіна, а пізніше у Врангеля .
Після Громадянської війни В'ячеслав Мультіно повернувся в Ленінград. Він продовжував займатися авіасправою, закінчивши в 1934 році Московський авіаційний інститут (заочно), а також Вищі торгово-промислові курси. Тенісна кар'єра Мультіно розвивалася в цей час успішно: в 1927 році він вперше увійшов в десятку найсильніших тенісистів СРСР, а в 1928 році виграв першість Ленінграда, чемпіонат СРСР і Всесоюзну Спартакіаду в парному розряді. У 1932 році він виграв чемпіонат СРСР і в чоловічому, і в змішаному парному розряді (зі своєю дружиною Зінаїдою Клочковою). У 1934 році Клочкова та Мультіно вдруге виграли чемпіонат СРСР в міксті, а сам В'ячеслав дійшов до фіналу в одиночному розряді, програвши іншому ленінградському майстру - Євгену Кудрявцеву . У 1936 і 1938 Мультіно брав участь в матчах радянських і чехословацьких тенісистів, в 1936 році побував в складі радянської делегації в Празі. У тому ж році він виграв Кубок СРСР у складі команди «Динамо» і отримав звання майстра спорту. Його стиль увійшов в прислів'я: через 70 років Анна Дмитрієва згадувала, що про тенісистів, які яскраво діяли у сітки, говорили «грає, як Мультіно» .
Мультіно також працював і як тренер, виховуючи молодих ленінградських тенісистів, включаючи майбутніх призерів республіканських і всесоюзних змагань Володимира Кизеветтера і Ірину Яріцину. Називав його своїм учителем і майбутній багаторазовий чемпіон СРСР Микола Озеров .
Після контактів з іноземними спортсменами на Мультіно було заведено справу, він був звинувачений у веденні «контрреволюційної пропаганди, спрямованої на дискредитацію ВКП (б) і Радянського уряду» і в 1940 році засуджений на п'ять років позбавлення волі у виправно-трудових таборах. Термін Мультіно відбував спочатку в Кодінському лагпункті Кулойлага, а пізніше в Новодвинській фортеці, недалеко від місць, де бився в громадянську війну. У 1942 році він відправив лист Сталіну, просячись на фронт, але реакції на це не було .
У таборі Мультіно зарекомендував себе як сумлінний працівник, дійшовши до посади завідувача виробництвом ділянки, в його особовій справі містяться подяки за успішне виконання планів. Після закінчення терміну він залишився в Архангельську, вже в 1947 році подавши клопотання про зняття судимості. Реабілітації він дочекався в 1956 році .
В Архангельську Мультіно проявив себе як ентузіаст розвитку спорту. З 1946 по 1948 рік він неодноразово ставав чемпіоном РРФСР з тенісу в одиночному, чоловічому і змішаному парному розряді, в тому числі в 1948 році, в 49 років, - абсолютним чемпіоном РРФСР. Він сам будував в Архангельську тенісні корти  - спершу на стадіоні «Динамо», а в подальшому завдяки йому тенісні заняття і змагання почали проводитися в новому спортивному комплексі «Північ». Учень Мультіно Володимир Ніфонтов став чемпіоном РРФСР серед юнаків і майстром спорту СРСР. З 1946 року Мультіно брав участь в становленні в Архангельську хокею з м'ячем, згодом ставши начальником і тренером місцевої команди «Водник», з якою завоював шосте місце в чемпіонаті СРСР, що проходив в Архангельську  .
В'ячеслав Мультіно помер в 1978 році . Він похований на Жаровихінському кладовищі Архангельська . У 2009 році його ім'я було внесено в списки Залу російської тенісної слави .